# Denílson Antônio Paludo
Denílson Antônio Paludo (nacido el 8 de octubre de 1972) es un exfutbolista brasileño que se desempeñaba como centrocampista.
Jugó para clubes como el Cascavel, Paraná, Yokohama Flügels, Portuguesa Desportos, Internacional y Bahia.

## Trayectoria

### Clubes
| Club                 | País   | Año         |
| -------------------- | ------ | ----------- |
| Cascavel             | Brasil | 1992 - 1993 |
| Paraná               | Brasil | 1993 - 1995 |
| Yokohama Flügels     | Japón  | 1996        |
| Paraná               | Brasil | 1997 - 1998 |
| Portuguesa Desportos | Brasil | 1998 - 1999 |
| Internacional        | Brasil | 2000        |
| Portuguesa Desportos | Brasil | 2001        |
| Bahia                | Brasil | 2001        |